# Gerrit Grolleman
Gerrit Grolleman (Oosterwolde, 19 april 1920 - Assen, 26 mei 2011) was een Nederlands burgemeester.

## Biografie
Grolleman was in 1955-1959 burgemeester van Oosterhesselen en in 1959-1968 van Borger.
Op 16 oktober 1968 werd bij benoemd tot burgemeester in de Drentse hoofdstad Assen, als opvolger van Popke Agter die met pensioen ging. Tijdens zijn ambtsperiode vond in 1969 de 'woeligste TT-nacht in historie' plaats. De ongeregeldheden rond de TT Assen werden pas in 1973/1974 minder, toen een werkgroep had bedacht dat deze voortkwamen uit verveling en een nachtelijk programma ging aanbieden. Grolleman bleef tot 1976 aan als burgemeester. Hij trad af vanwege gezondheidsproblemen en werd opgevolgd door Jan Masman. Grolleman werd benoemd tot Officier in de Orde van Oranje-Nassau.
Grolleman was lid van de Partij van de Arbeid maar zegde zijn lidmaatschap op na het optreden van Nieuw Links.

## Trivia
- In Borger is de Burgemeester Grollemanschool naar hem vernoemd.